# Quintana de la Serena
Quintana de la Serena – gmina w Hiszpanii, w prowincji Badajoz, w Estramadurze, o powierzchni 141,55 km². W 2011 roku gmina liczyła 4973 mieszkańców.